# 蕭吉珊
蕭 吉珊（しょう きちさん）は、中華民国（台湾）の政治家。蔣介石の秘書で、中国国民党・国民政府において華僑関連政策を担当した人物である。

## 事跡
公立広東高等師範学校を卒業した後、汕頭に赴き、道尹公署科長となる。その後、故郷に戻り、県勧学所所長となった。1924年（民国13年）夏、黄埔軍官学校創設の時に、蔣介石の秘書に任命された。1926年（民国15年）の北伐に際しても、国民革命軍総司令部機要室秘書に任ぜられている。
1927年（民国16年）、蕭吉珊は中国国民党中央特派員として南洋へ僑務（華僑関連事務）の視察に赴いた。帰国後の1929年（民国18年）1月に、国民政府僑務委員会委員に任ぜられ、9月、外洋籌募公債委員会委員に転じた。同年、国民党中央監察委員会秘書長となり、さらに南京特別市党部執行委員兼常務委員となった。1931年（民国20年）9月、僑務委員会常務委員となり、12月に党第4期中央執行委員候補に選出され、中央海外党務委員会委員も兼ねた。1932年（民国21年）10月、国民政府宣慰華僑専員に任ぜられている。
1935年（民国24年）11月、蕭吉珊は第5期中央執行委員に昇格・選出され（後の第6期も同様）、中央海外党務委員会主任委員代理にも就任した。1936年（民国25年）7月、広東省政府委員に任命されている。1938年（民国27年）4月、党中央海外部副部長に昇進し、南洋研究所所長も兼任した。日中戦争（抗日戦争）に際しては米州各地を訪問し、華僑からの戦費募集・調達の任にあたっている。また、広東省では田糧処処長にも任ぜられた。
戦後の1946年（民国35年）11月に制憲国民大会代表、1948年（民国37年）に行憲国民大会代表にそれぞれ選出されている。1949年（民国38年）、国共内戦での国民党敗北と共に台湾に逃れ、1952年（民国41年）、党中央評議委員に任ぜられた。
1956年8月13日、訪問先のプノンペンで自動車事故に遭い、26日、この際の怪我が原因で死去した。享年64（満62歳）。